# اتيت داوساوانغ
اتيت داوساوانغ (بالتايلندية: อาทิตย์ ดาวสว่าง)‏ (11 نوفمبر 1992 في تايلاند - ) هو لاعب كرة قدم تايلندي في مركز الدفاع. شارك مع منتخب تايلاند تحت 20 سنة لكرة القدم ومنتخب تايلاند تحت 23 سنة لكرة القدم ومنتخب تايلاند لكرة القدم. أما مع النوادي، فقد لعب مع نادي موانغتونغ يونايتد وTOT S.C. ‏ وSuphanburi F.C. ‏.

## روابط خارجية
- اتيت داوساوانغ على موقع قاعدة بيانات كرة القدم.إي يو (الإنجليزية)
- اتيت داوساوانغ على موقع Soccerway.com (الإنجليزية)
- اتيت داوساوانغ على موقع عالم كرة القدم.نت (الإنجليزية)